# François Barouh
François Barouh, född den 16 januari 1955 i Sillery, Frankrike, är en fransk kanotist.
Han tog OS-brons i K-4 1000 meter i samband med de olympiska kanottävlingarna 1984 i Los Angeles.